# Angelique
Angelique var  Danmarks bidrag i Eurovision Song Contest 1961, framfört på danska av Dario Campeotto.
Bidraget var det trettonde att gå ut på scen i tävlingen, efter Norges Nora Brockstedt med "Sommer i Palma" och före Luxemburgs Jean-Claude Pascal med "Nous les amoureux". Efter att rösterna räknats hade den mottagit 12 poäng, vilket resulterade i en femteplacering bland 16 tävlande länder.